# お竜さん
お竜さん（おりゅうさん）は、1995年に京楽産業.が開発、発売した女性サイ振り師を主人公とした羽根モノパチンコ機。

## 概要
- ラウンド数振り分け抽選タイプ。
- 大役物にサイ振り師を模した女性があり、女性（お竜さん）にキャッチされた入賞玉が貯蓄機能を兼ねてVゾーンを狙うというしくみ。
- 15R時は笑い袋のようなカン高い笑い声がこだまする。

## スペック
- 『お竜さん』（1995年）
  - 賞球数 6&12 大当たり最高継続 15R10C
  - ラウンド振り分け デジタル「1」1R（6/15）、「3」3R（3/15）、「5」5R（1/15）、「7」15R（5/15）[1]

## 関連商品
- 『Parlor!パーラー!5』（日本テレネット、1996年3月29日、スーパーファミコン用ゲームソフト）